# Thracische mythologie
De Thracische mythologie is de mythologie van de Thraciërs die vanaf het tweede millennium v.Chr. tot ca. 300 na Chr. het Thracisch gebied bevolkten. Deze mythologie had via de Samothracische mysteriecultus invloed op de latere Griekse mythologie. Er waren ook parallellen met de Frygische mythologie, die eveneens de Griekse voorafging en mee inspireerde.

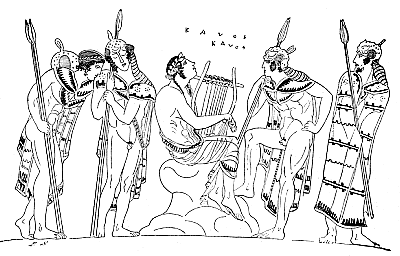
Orpheus bij de Thraciërs (Attische amfora gevonden te Gela).

## Antieke Thracische goden
- Bassareus
- Bendis - godin van de maan, wouden en magie
- Darzalas
- Dionysus - mogelijk Thracisch, waarschijnlijk Hittitisch/Anatolisch van oorsprong
- Heros - de paardman god
- Kotys
- Orpheus - god van zang en lyriek - overgenomen door de Grieken
- Sabazios - ook Frygisch
- Semele - (in de Griekse mythologie, de moeder van Dionysus. Semele is waarschijnlijk overgenomen van de Thracische of Frygische aardgodin (cf. Frygische Zemelô).
- Zibelthiurdos - stormgod en dondergod.